# Рын (гмина)
Рын (пол. Ryn) — городско-сельская гмина (волость) в Польше, входит как административная единица в Гижицкий повет, Варминьско-Мазурское воеводство. Население — 6068 человек (на 2004 год).

## Демография
| Перепись                       | Всего   | Всего | Женщины | Женщины | Мужчины | Мужчины |
| ------------------------------ | ------- | ----- | ------- | ------- | ------- | ------- |
| Единицы                        | человек | %     | человек | %       | человек | %       |
| Население                      | 6068    | 100   | 3048    | 50,2    | 3020    | 49,8    |
| Плотность населения (чел./км²) | 28,7    | 28,7  | 14,4    | 14,4    | 14,3    | 14,3    |

## Сельские округа
1. Езорко
2. Книс
3. Козин
4. Кроново
5. Кшижаны
6. Лавки
7. Мёдуньске
8. Орло
9. Пражмово
10. Рыбицаль
11. Скоп
12. Слабово
13. Стара-Рудувка
14. Стерлавки-Вельке
15. Шимонка
16. Трос
17. Вейдыки

## Поселения
1. Бахожа
2. Цанки
3. Гломбово
4. Гжибово
5. Херманова-Воля
6. Лавки-ПГР
7. Книс-Подевсе
8. Млечково
9. Монетки
10. Мрувки
11. Рыньски-Двур
12. Рыньске-Поле
13. Сейково
14. Скорупки
15. Зелёны-Лясек

## Соседние гмины
1. Гмина Гижицко
2. Гмина Кентшин
3. Гмина Миколайки
4. Гмина Милки
5. Гмина Мронгово